# Clube Naval de Lisboa
O Clube Naval de Lisboa (CNL) ComC é um clube desportivo ligado aos desportos náuticos localizado na cidade de Lisboa, em Portugal.

## História
O Clube Naval de Lisboa foi fundado em 27 de janeiro de 1892, mas remontava ao Clube de Remeiros Lusitano, que havia sido fundado em 1862. Considera-se portanto que a história do CNL vem desde essa distante data. Foi um dos primeiros clubes em Portugal a praticar a vela, o remo e a natação. 
Atualmente dispõe de um tanque para remar, vários tipos de barcos para aprendizagem de remo e vela. Conta no seu palmarés com as Taças Vasco da Gama, Taça de Portugal, Taça Camões e foi o Primeiro clube em Portugal a construir a sua sede em 1898.
Das suas secções de Cascais, Portimão, Lagos, Luanda, Funchal, Faro e Pedrouços, que se autonomizaram, nasceram os atuais clubes náuticos dessas cidades.

### Cronologia

#### Século XIX
- 1828 18 de agosto - Fundação do "Arrow Club";
- 1862 - Extingue-se o "Arrow Club" e funda-se o Club de Remeiros Lusitano;
- 1864 29 de janeiro - O Club de Remeiros desafia a nau inglesa "Edgar" para uma regata;
- 1873 - Fusão do Club de Remeiros com o "Tagus Rowing Club";
- 1879 - Regata entre Lisboa e Porto;
- 1881 - O Club de Remeiros Lusitano passa a Rowing Club de Lisboa;
- 1883 - Regata contra o Clube Naval Portuense;
- 1885 - Regata no rio Douro;
- 1891 (Novembro) - Fundação como Clube Naval de Lisboa;
- 1892 (Janeiro) - O CNL era fundado; Dele fizeram parte Abel Power Dagge, Augusto César de Paiva Moniz, Frederico José Burnay, João Féliz Peixoto, entre outros. Juntos, numa dependência do edifício da antiga ponte dos Vapores Lisbonenses, redigiram os primeiros estatutos do clube, onde se determinara que o CNL tinha como princípio fundamental prestar a "cooperação à utilíssima, nobre e filantrópica ideia da criação dum posto de socorros a náufragos", acrescentando ainda que a "arte de remar é não só útil em 1000 eventualidades da existência mas também um ramo importantíssimo da educação física". Trata-se pois, como referem os seus próprios estatutos de uma "associação humanitária e de instrução náutica", muito embora o alvará de aprovação daqueles estatutos tenha lamentavelmente sido substituído pela cláusula de "associação humanitária de instrução e recreio". A Direção do Clube estabeleceu-se inicialmente no primeiro andar do nº 10 da Travessa do Corpo Santo. No entanto, uma vez que esta casa não se adequava aos fins desejados, optou-se por alugar outra na Rua da Moeda (nº 15, primeiro andar). Este local oferecia melhores condições pelo que se tornou efetivamente na primeira sede do CNL.
- 1893 - Embora lute com algumas dificuldades económicas, o CNL tem prosperado, registando-se um número crescente de sócios. A pedido do clube, o Rei D. Carlos I aceita o lugar de comodoro Honorário para o seu filho, o Príncipe Real D. Luís Filipe. O soberano retribui a gentileza do ato concedendo ao clube o título de "Real", passando o mesmo a designar-se "Real Clube Naval de Lisboa".
- 1894 - Facto inédito no país, pela primeira vez uma mulher, Eleanor Bucknall, sócia do clube, tomou parte numa regata, governando o seu próprio barco de vela. Apesar da sua urgente necessidade, os estatutos do clube continuam a aguardar reformulação.
- 1895 - Suas Majestades el-Rei D. Carlos I e a Rainha D. Amélia aceitaram os títulos de sócios protetores do CNL.
- 1897 - D. Carlos I aceita o cargo de comodoro do clube.
- 1898 - Surge finalmente o novo estatuto assinado em alvará pelo governador civil. Contudo, este pouco ou nada veio adiantar sob o ponto de vista do associativismo humanitário e da educação. O CNL luta por conseguir uma nova sede. Todos os esforços se concentram nesse objectivo, razão pela qual neste ano o clube não tenha participado em regatas, passeios e outras iniciativas náuticas. No entanto, neste ano é iniciada a construção da primeira sede de raiz de um clube náutico. Neste ano também, realiza-se a I Regata da Taça Vasco da Gama, em vela, organizada pelo CNL.
- 1899 (17 de julho) - É inaugurada a sede do clube, no Cais da Viscondessa.
- 1901 - Abertura das Secções de Cascais, Azambuja, Trafaria e Portimão. Neste ano, por despacho de 22 de Agosto, do ministro da Marinha, foi concedida a regalia do uso de uma bandeira privativa aos iates registados no CNL.

#### Secúlo XX
- 1902 (7 de abril) - inaugurou-se em Luanda uma secção do Clube Naval, em favor da causa da educação física. O CNL participa nas regatas de Henley. Inicia o ensino do remo aos alunos da Escola Académica.
- 1902 (14 de setembro) - o CNL organiza a Regata Leixões-Cascais, na qual o Lia, palhabote da Rainha, vence com o pavilhão do Clube.
- 1903 - Abertura de um posto náutico em Pedrouços.
- 1904 (29 de maio) - O clube promove a instituição da Taça Lisboa em remo, a competição mais antiga de Portugal, ainda em atividade.
- 1904 (29 de junho) - O conde de Castro Guimarães vence, para o CNL, a Taça Vasco da Gama com Carlos Bleck ao leme do iate Dinorah.
- 1906 (15 de julho) - em Cascais ocorre um duelo entre Alberto Totta e Carlos Sá Pereira devido a uma regata da Taça Lisboa. O iate real Amélia faz um passeio arvorando o pavilhão do clube.
- 1907 (Junho de 1906 a Março de 1907) - Várias obras foram realizadas pelo clube naval, nomeadamente a construção de um telheiro para armazenagem dos barcos de vela, vestiário e lavatórios: o armazém das guigas sofreu igualmente ampliações. Para além disto, foi criada uma nova classe de sócios extraordinários, que trouxe uma apreciável receita. As regatas iniciaram-se com a Taça de Lisboa.
- 1907 (Abril a Dezembro) - Por não existir ainda a ideia de colectivismo da secção de Pedrouços nasceu mais um núcleo: o Clube Naval Infante D. Manuel, onde se improvisam competições náuticas com elementos egressos do antigo clube naval.
- 1908 (12 de abril) - Fundação do Real Club Naval de Villa Nova de Portimão, surgindo como uma secção do Real Club Naval de Lisboa, por iniciativa do 2.º tenente da Armada, Manuel Alberto Soares.
- 1909 - Face à estagnação das colectividades de remo e vela, foram-se desenvolvendo outras atividades, tais como o ténis, a esgrima, a ginástica artística, o hipismo, a halterofilia, a luta greco-romana, etc. O clube teve de acompanhar esta invasão e participar com ousadia, pois havia que acompanhar a "moda".
- 1910 - Com a Implantação da República Portuguesa em 5 de outubro adivinhavam-se tempos difíceis para o Clube Naval de Lisboa e os seus associados, pois estes sempre haviam estado estreitamente ligados à Casa Real Portuguesa. No entanto procurava-se encontrar o respeito pelas novas instituições. Legalmente as cores azul e branca das insignias do Clube, pavilhão e galhardetes tiveram que ser postos de lado e passando a utilizar-se as cores preta e encarnada.
- 1912 - O Chefe de Estado visita o CNL. Manuel de Arriaga tinha sido remador do clube. Novamente se animam as regatas, passeios e a escola de vela. Procurou-se participar nas provas internacionais, tal como o concurso de remo no Rio de Janeiro. Restabeleceram-se as boas relações desportivas com a Associação Naval de Lisboa.
  - Foram várias as regatas disputadas: Trafaria, Cascais, Junqueira, a Taça Lisboa e outras.
- 1914 - O CNL institui a Taça Silva Carvalho para prémio da travessia do Tejo em equipas de seis nadadores.
- 1915 - O Presidente Teófilo Braga faz-se presente nas regatas do CNL. É sagrado campeão do mundo Alberto Lavandeira, pelo CNL, na modalidade Motor na Prix Sporting Monte-Carlo. O Clube Naval de Lisboa introduz o Pólo-aquático no país.
- 1915 (Maio) - O Clube institui a Taça Camões em natação para provas de 500 m por equipas de 5 nadadores (5 x 500), e a Taça Henrique Maufray de Seixas em provas de 100 m por equipas de 5 nadadores (5 x 100). É instituída a Taça Herédia em barcos a motor.
- 1918 - São instituídas a Taça Páscoa para provas de natação de 200 m por equipas, e a Taça Carlos Moura para a modalidade Pólo-aquático.
- 1920 - O CNL é um dos fundadores da Federação Portuguesa de Remo. António Basílio Santos, atleta do clube, representa Portugal na travessia de Paris. Foi a primeira participação do CNL numa prova internacional de natação.
- 1922 - O CNL adquire o primeiro barco Shell 8 existente no país.
- 1924 - Nos Jogos Olímpicos realizados em Paris, Portugal foi representado na prova de regatas de vela por um dos mais valorosos membros do CNL, o Sr. Frederico Burnay.
- 1925 - O CNL representa Portugal no Campeonato da Europa de Remo.
- 1926 - Este ano trouxe grandes modificações ao clube. O Clube Naval de Lisboa mudava-se finalmente para uma nova sede, a sexta, instalada no topo oeste da Doca de Alcântara, abandonando definitivamente a sede no Cais do Gás. As novas instalações mostravam-se verdadeiramente luxuosas: vestiários para senhoras e cavalheiros, salas de jogos e de leitura, salão de ginástica e local apropriado para banhos de sol. Inauguração do primeiro barco-escola de remo e de vela, em simultâneo, em Portugal.
- 1928 (30 de março) - O alemão Franz Roner partiu no seu tubo de cautchout da Doca de Alcântara e cais do CNL para uma arrojada tentativa de chegar a Nova Iorque. A imprensa diária não faltou ao evento. Neste ano, o clube recebe a Medalha de Louvor da Cruz Vermelha.
- 1929 (30 de março) - Foi concedida ao CNL, pelo Governo da Nação, a medalha da Ordem Militar de Cristo.
- 1930 - António Herédia e Ernesto Mendonça vencem nas regatas internacionais de Bordéus com um barco Star.
- 1930 (5 de outubro) - Foi concedido ao CNL, pelo Governo da Nação, o grau de cavaleiro da Ordem Militar de Cristo.[2]
- 1931 - O Rei Jorge V de Inglaterra e o Presidente da República Francesa aceitam os cargos de comodoros honorários. Neste ano é construída a piscina do CNL nas instalações do Cais do Gás. Imposição das insígnias da Comenda da Ordem Militar de Cristo. O Presidente da República concede ao Clube Naval o grau de Comendador da Ordem Militar de Cristo.
- 1932 - Por decreto oficial de 9 de Janeiro, o CNL é reconhecido como instituição de utilidade pública. Foi a melhor consagração em favor da causa da Educação Física Nacional. Getúlio Vargas, presidente do Brasil, aceita o cargo de comodoro honorário do CNL. É inaugurada a delegação de Portimão e constrói-se nos estaleiros do CNL um barco no qual Theodor Helm faz a travessia Lisboa-Nova Iorque.
- 1933 - As provas desportivas continuam a animar a vida do clube. O acontecimento mais importante deste ano foi, no entanto, a renovação dos antigos estatutos e regulamentos do CNL. O clube opta cada vez mais por se manter a par das novidades no campo do desporto náutico.
- 1934 - No Automóvel Clube de Portugal realizou-se a primeira exposição triunfal do desporto à qual o CNL não deixou de participar. Nela esteve uma Salva de Prata, cinzelada, oferecida por Pedro V de Portugal ao vencedor das regatas em 1854, Frederico Guilherme Burnay. A rampa de acesso à água em frente das instalações do Clube torna-se exclusiva do mesmo.
- 1935 - O CNL participa no primeiro Porto-Lisboa (remo). Instalações do clube em maio de 1935.

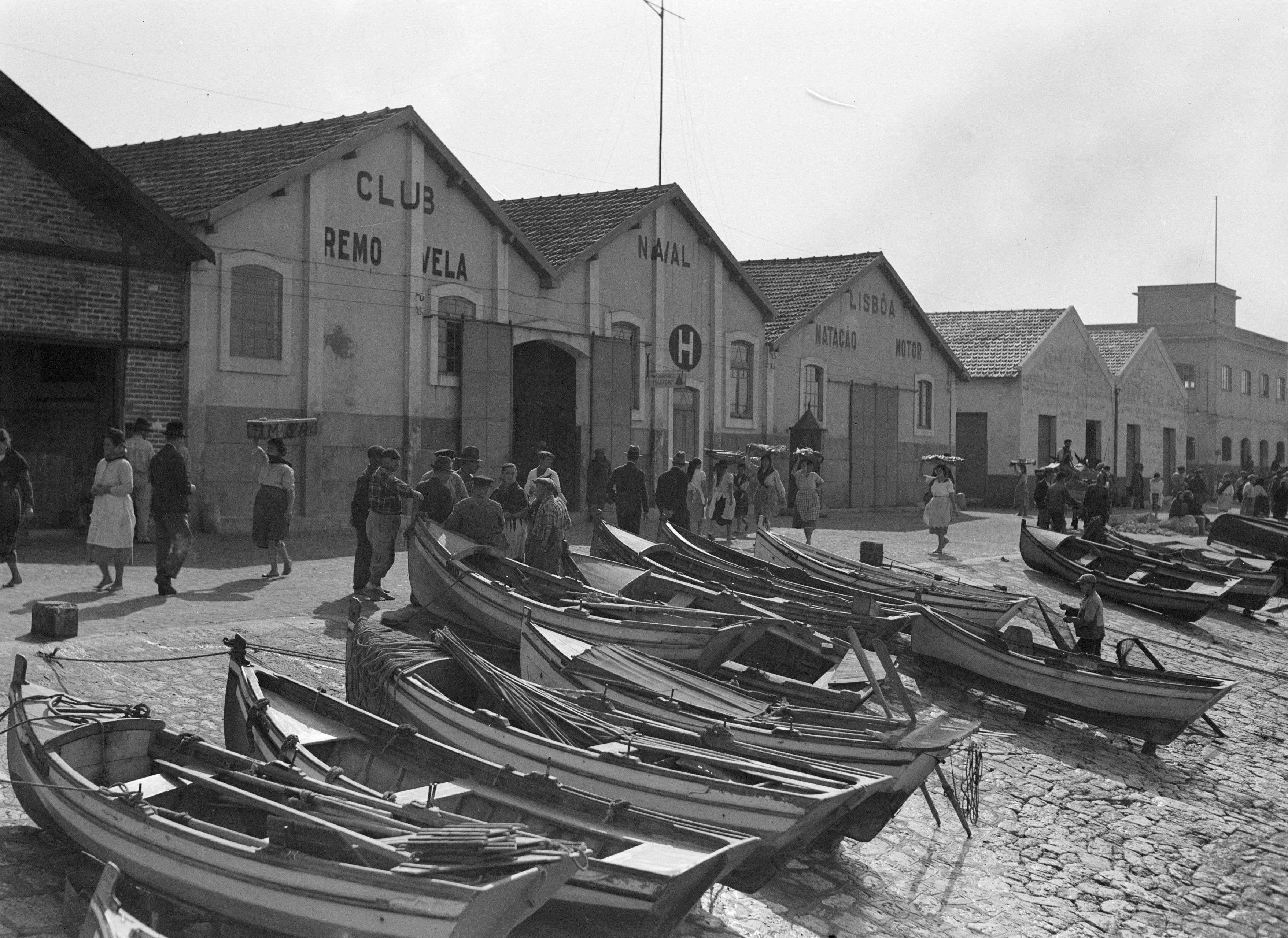
Instalações do clube em maio de 1935.

- 1936 - Neste ano, o Clube Naval além de ser o organizador das regatas em Cascais, inicia também o ensino do remo aos militares da Armada.
- 1937 - Jorge VI de Inglaterra aceita o cargo de Comodoro Honorário do CNL.
- 1938 - O Presidente da República preside às comemorações do aniversário do CNL.
- 1940 - Abertura da Secção de Lagos do CNL.
- 1941 - Pouco depois do ciclone de Fevereiro que destruiu parte das instalações do clube, a Brigada Naval, manifestando a sua atenção para com o CNL, entregou-lhe uma secção da antiga cordoaria do Abreu, em Pedrouços, para armazenagem dos barcos de vela.
- 1942 - O Clube Naval comemora as suas Bodas de Ouro. Para as festividades do seu 50º aniversário realizou diversas solenidades de entre elas uma Conferência Radiofónica. Disputaram-se várias provas desportivas e organizou-se um magnífico desfile de toda a flotilha do Clube que, ao passar em saudação frente às instalações do Clube, recebeu entusiástica ovação. Para a disputa da Taça Alfredo Duarte Rodrigues participaram igualmente a Brigada Naval da Legião Portuguesa e a Mocidade Portuguesa. Foi igualmente realizado um jantar de gala no Café Tavares presidido pelo Sr. Comandante Peters, em representação Departamento Marítimo do Centro. As festividades foram encerradas por uma conferência, realizada pelo Sr. Joaquim Leote que historiou a evolução do remo através dos tempos. A todas estas comemorações deu grande destaque a imprensa diária da época. Em meados deste ano foi cedida a área de 300m2 junto à Doca de Belém, no recinto da Exposição do Mundo Português, onde o Clube instalou o seu "Posto Náutico de Belém".
- 1943 - O Clube Naval abre a primeira Escola de Treinadores de Remo no país.
- 1944 - O Clube faz-se representar na inauguração do Estádio Nacional. Em virtude das obras para alargamento da Estrada Marginal o Clube vê-se forçado a desocupar o seu posto Náutico/Secção de Cascais que havia sido recentemente reparado.
- 1954 - Em acta, no livro de posses original de 1892, é dado conhecimento da honrosa mercê com que sua majestade Britânica Rainha Isabel II de Inglaterra distinguiu o Clube Naval dignando-se aceitar assumir o cargo de Comodoro Honorário.
- 1959 - Os irmãos Soares de Oliveira do CNL representam Portugal nos Campeonatos do Mundo de Snipe.
- 1964 - Período de crise do Clube Naval em que é voltada a pôr em causa a sua existência. No Relatório Bienal da Direcção vem expresso que o crescimento do Clube estagnou há mais de 20 anos. Para o facto muito terá contribuído, no dizer de um dos seus sócios, "O apoio financeiro e Oficial do Estado a outras entidades, como a Brigada Naval e a Secção Náutica da Mocidade Portuguesa", em detrimento de instituições de grande historial e que tanto têm dado à vida social e desportiva portuguesa e com as quais se poderia e deveria contar para o engrandecimento do Desporto Náutico Nacional.
- 1965 - No Cais do Gás é construído na sede do Clube, um tanque de remo para 8 remadores, procurando-se assim reanimar esta secção.
- 1972 - Foi autorizada pela Administração-Geral do Porto de Lisboa, a utilização exclusiva do acesso ao linguete da muralha em frente às instalações da sede. Após 16 anos de interregno voltou-se ao ensino da natação e, mesmo à competição nesta modalidade, mau grado a exiguidade das instalações. O campismo também apresentou um razoável movimento apesar de ser uma secção recém-criada.
- 1980 - Foi iniciada como autónoma a secção de Levantamento de Pesos, com um ginásio próprio.
- 1991 - Entrega-cedência pela Câmara Municipal de Lisboa, de um espaço devidamente recuperado no edifício «Galinheiras» no Cais do Gás, destinado à armazenagem de embarcações.
- 1992 - Por ocasião das comemorações do 1º Centenário do Clube foi publicado um pequeno estudo intitulado Clube Naval de Lisboa - Um Século de Existência.
- 2000 - Por ocasião das comemorações do seu 108º aniversário, o Clube Naval organiza, em colaboração com o Metropolitano de Lisboa, uma exposição Náutica na Estação de Metro do Cais do Sodré. As comemorações são encerradas com a realização da “Iª Regata de Remo Indoor no Metro”. O Clube passa também a ter a sua piscina aquecida, mediante o estabelecimento de um protocolo com a Junta de Freguesia de São Paulo.

#### Século XXI
- 2004 - O CNL, a Associação Naval de Lisboa e o CNOCA, com o apoio da Federação Portuguesa de Remo, organizam a Comemoração do Iº Centenário da Taça Lisboa. Neste ano, é também instituído o Troféu Navalista, uma taça perpétua para ser disputada em Lisboa.